# اموری کوئن
اموری کوئن (انگلیسی: Emory Cohen؛ زادهٔ ۱۳ مارس ۱۹۹۰) یک هنرپیشه اهل ایالات متحده آمریکا است.
از فیلم‌های معروف او می‌توان به بازی در فیلم ماشین جنگ، سرقت ماشین‌ها و کیک تولد اشاره کرد.